# Gandalfia
Gandalfia é um género monotípico de platelmintos pertencentes à família Trigonostomidae. A única espécie é Gandalfia bilunata.
A espécie pode ser encontrada no Oceano Índico.